# Ley de identidad de género (Bolivia)
La Ley de identidad de género o Ley N° 807 es una ley boliviana aprobada por la Asamblea Legislativa Plurinacional de Bolivia, promulgada el 21 de mayo de 2016 por el vicepresidente boliviano Álvaro García Linera y publicada dos días después en la Gaceta Oficial del Estado Plurinacional de Bolivia, cuyo objetivo es garantizar la identidad de género de personas transexuales y transgénero al permitir el cambio de nombre propio, dato de sexo e imagen en toda documentación pública y privada.

## Historia
El anteproyecto de ley fue promovido por organizaciones que luchan por los derechos LGBT+, como IGUAL, Trans Red Bolivia (Red TREBOL) y la Organización de Travestis, Transgéneros y Transexuales Femeninas de Bolivia (OTRAF Bolivia) y por activistas, como Tamara Nunez del Prado, Raiza Torreani, Laura Libertad Alvarez y Pamela Valenzuela.
El 13 de octubre de 2016, grupos fundamentalistas cristianos y diputados de la Asamblea Legislativa Plurinacional interpusieron una acción de inconstitucionalidad abstracta contra la Ley N° 807. El 9 de noviembre de 2017 el Tribunal Constitucional Plurinacional emitió la Sentencia Constitucional N° 0076/2017 que determinó la inconstitucionalidad de la ley en relación con varios derechos fundamentales de las personas trans. A raíz de este dictamen, los grupos promotores de la ley iniciaron una huelga de hambre en las instalaciones de la Defensoría del Pueblo. La acción duró 9 días y dio como resultado el auto constitucional aclaratorio N.º 0028/2017 que garantiza el reconocimiento del derecho a la identidad de las personas trans en base al género asumido. Sin embargo, no se reparó la suspensión de cuatro derechos reconocidos en la Ley N° 807, como son: el matrimonio, la adopción, la confidencialidad y la paridad en procesos de participación política.
En marzo del 2019 el Servicio de Registro Cívico (SERECI) publicó que hasta la fecha se habían realizado 270 procedimientos de solicitud de cambio de identidad, la mayoría de expedientes en La Paz, Santa Cruz de la Sierra y Cochabamba.